# Torre Panorâmica de Curitiba
Torre da Telepar, no bairro das Mercês
A Torre Panorâmica de Curitiba, também conhecida como Torre da Telepar ou  Torre das Mercês, é uma torre de telecomunicações localizada no bairro das Mercês na cidade de Curitiba, capital do estado brasileiro do Paraná.
A torre foi inaugurada em 17 de dezembro de 1991 pela estatal Telepar como suporte para antenas de microondas. Devido à privatização do setor de telecomunicações, já pertenceu a Brasil Telecom e pertence hoje a Oi. 
Por sua peculiar característica (altura), transformou-se num mirante da cidade, e consequentemente, em mais uma atração turística da cidade. É a única torre de telefonia do Brasil com mirante aberto à visitação.

## Dados técnicos

### Torre
- Altura total: 109,5m[3]
- Diâmetro da seção circular: 8,0m
- Cota do terreno/nível do mar: 940,5m

### Mirante
- Altura: 95,0m[1]
- Diâmetro: 22,5m
- Área útil: 329m²
- Capacidade: até 62 pessoas em visitação simultaneamente[2]

## Atrações
Além da vista panorâmica da torre de 109,5 metros de altura, que propicia uma visão em 360º da cidade em dias claros, o local possui o Museu do Telefone e o "Painel Torre da Telepar", que é um mural interno do artista curitibano Poty Lazzarotto.

### Galeria de imagens

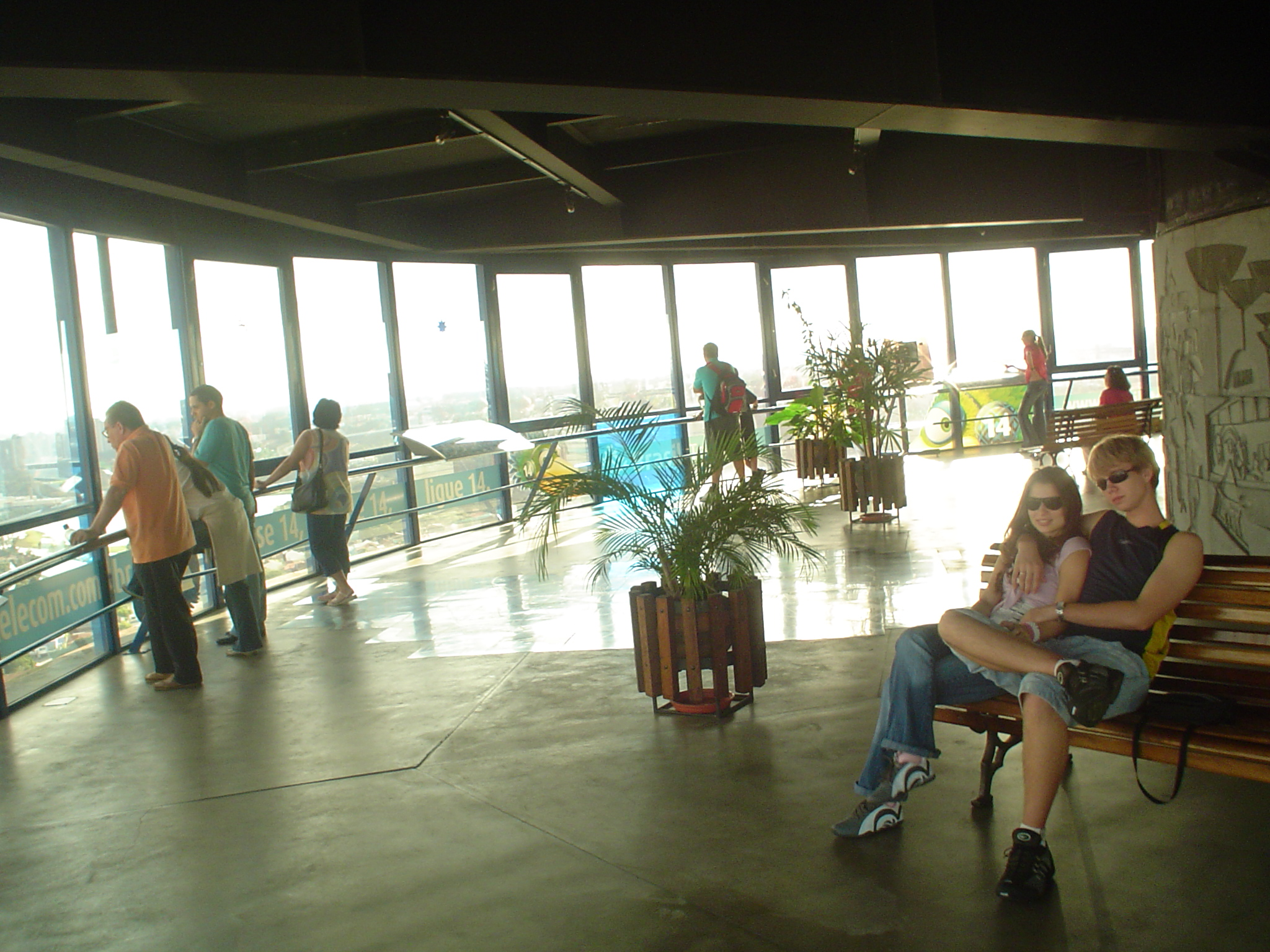
Mirante, a 100m de altura.
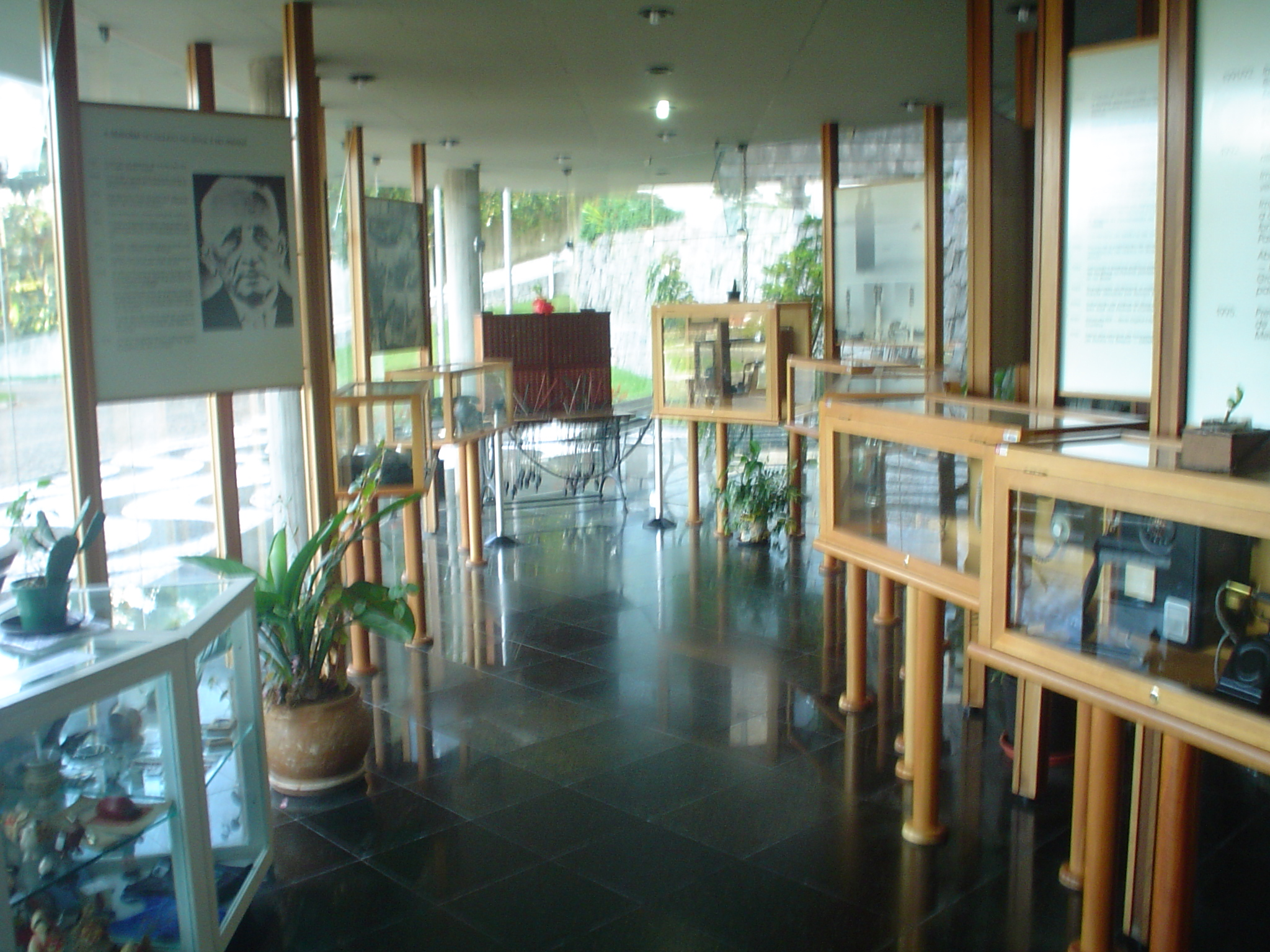
Museu na base da torre.
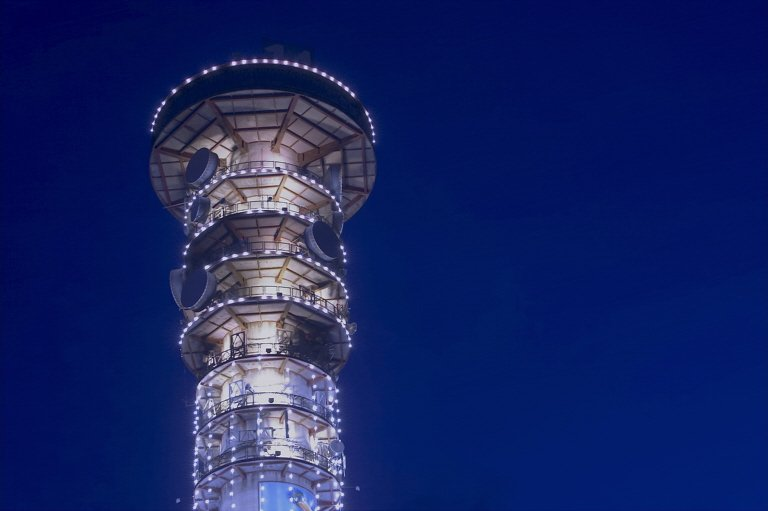
Vista noturna da torre iluminada.

Vista de 360° começando a leste passando pelo sul, oeste (lago do Parque Barigui), norte e leste novamente, a partir do mirante da torre. 